# Paderno d'Adda
Paderno d'Adda is een gemeente in de Italiaanse provincie Lecco (regio Lombardije) en telt 3714 inwoners (31-12-2004). De oppervlakte bedraagt 3,6 km², de bevolkingsdichtheid is 1076 inwoners per km².

## Demografie
Paderno d'Adda telt ongeveer 1519 huishoudens. Het aantal inwoners steeg in de periode 1991-2001 met 22,2% volgens cijfers uit de tienjaarlijkse volkstellingen van ISTAT.
| Jaar | Inwoneraantal |
| ---- | ------------- |
| 1991 | 2643          |
| 2001 | 3229          |

## Geografie
De gemeente ligt op ongeveer 266 m boven zeeniveau.
Paderno d'Adda grenst aan de volgende gemeenten: Calusco d'Adda (BG), Cornate d'Adda (MI), Medolago (BG), Robbiate, Verderio Superiore.